# Gran Premio motociclistico del Giappone 2000
Il Gran Premio motociclistico del Giappone 2000 corso il 9 aprile, è stato il terzo Gran Premio della stagione 2000 e ha visto vincere nella classe 500 la Yamaha di Norick Abe, nella classe 250 la Honda di Daijirō Katō e nella classe 125 la Derbi di Yōichi Ui.
Nella classe 125 si tratta del ritorno alla vittoria della Derbi dopo 11 anni e contemporaneamente della prima vittoria del pilota giapponese Yōichi Ui nel motomondiale. Nel Gran Premio di casa i piloti giapponesi occupano 8 dei 9 posti sul podio, l'unico che riesce ad inserirsi è Kenny Roberts Jr che si aggiudica il secondo posto della classe 500.

## Classe 500

### Arrivati al traguardo
| Pos | Nº | Pilota                   | Squadra                    | Motocicletta | Giri | Tempo     | Griglia | Punti |
| --- | -- | ------------------------ | -------------------------- | ------------ | ---- | --------- | ------- | ----- |
| 1   | 6  | Norick Abe               | Antena 3 Yamaha-d'Antin    | Yamaha       | 21   | 45:16.657 | 8       | 25    |
| 2   | 2  | Kenny Roberts Jr         | Telefonica Movistar Suzuki | Suzuki       | 21   | +0.279    | 1       | 20    |
| 3   | 8  | Tadayuki Okada           | Repsol YPF Honda           | Honda        | 21   | +1.912    | 7       | 16    |
| 4   | 9  | Nobuatsu Aoki            | Telefonica Movistar Suzuki | Suzuki       | 21   | +2.002    | 12      | 13    |
| 5   | 7  | Carlos Checa             | Marlboro Yamaha            | Yamaha       | 21   | +2.530    | 9       | 11    |
| 6   | 1  | Àlex Crivillé            | Repsol YPF Honda           | Honda        | 21   | +2.678    | 10      | 10    |
| 7   | 10 | Alex Barros              | Emerson Honda Pons         | Honda        | 21   | +4.213    | 14      | 9     |
| 8   | 99 | Jeremy McWilliams        | Aprilia Grand Prix Racing  | Aprilia      | 21   | +4.902    | 5       | 8     |
| 9   | 24 | Garry McCoy              | Red Bull Yamaha WCM        | Yamaha       | 21   | +15.471   | 11      | 7     |
| 10  | 19 | Akira Ryō                | Team Suzuki                | Suzuki       | 21   | +15.662   | 3       | 6     |
| 11  | 46 | Valentino Rossi          | Nastro Azzurro Honda       | Honda        | 21   | +29.785   | 13      | 5     |
| 12  | 65 | Loris Capirossi          | Emerson Honda Pons         | Honda        | 21   | +42.069   | 6       | 4     |
| 13  | 17 | Jurgen van den Goorbergh | Rizla Honda                | TSR-Honda    | 21   | +48.774   | 16      | 3     |
| 14  | 55 | Régis Laconi             | Red Bull Yamaha WCM        | Yamaha       | 21   | +58.022   | 15      | 2     |
| 15  | 11 | David de Gea             | Proton TEAM KR             | Modenas KR3  | 21   | +1:22.141 | 19      | 1     |
| 16  | 15 | Yoshiteru Konishi        | F.C.C. TSR                 | TSR-Honda    | 21   | +1:22.247 | 21      |       |
| 17  | 22 | Sébastien Gimbert        | Tecmas Honda Elf           | Honda        | 21   | +1:22.523 | 20      |       |
| 18  | 12 | Shane Norval             | Sabre Sport                | Honda        | 20   | +1 giro   | 22      |       |

### Ritirati
| Nº | Pilota            | Squadra                   | Motocicletta | Giri | Griglia |
| -- | ----------------- | ------------------------- | ------------ | ---- | ------- |
| 5  | Sete Gibernau     | Repsol YPF Honda          | Honda        | 20   | 4       |
| 4  | Max Biaggi        | Marlboro Yamaha           | Yamaha       | 10   | 2       |
| 31 | Tetsuya Harada    | Aprilia Grand Prix Racing | Aprilia      | 8    | 17      |
| 25 | José Luis Cardoso | Maxon Dee Cee Jeans       | Honda        | 4    | 18      |

## Classe 250

### Arrivati al traguardo
| Pos | Nº | Pilota             | Squadra                    | Motocicletta | Giri | Tempo     | Griglia | Punti |
| --- | -- | ------------------ | -------------------------- | ------------ | ---- | --------- | ------- | ----- |
| 1   | 74 | Daijirō Katō       | Axo Honda Gresini          | Honda        | 19   | 41:00.361 | 1       | 25    |
| 2   | 4  | Tōru Ukawa         | Shell Advance Honda        | Honda        | 19   | +0.129    | 4       | 20    |
| 3   | 56 | Shin'ya Nakano     | Chesterfield Yamaha Tech 3 | Yamaha       | 19   | +0.231    | 3       | 16    |
| 4   | 19 | Olivier Jacque     | Chesterfield Yamaha Tech 3 | Yamaha       | 19   | +15.009   | 2       | 13    |
| 5   | 13 | Marco Melandri     | Aprilia Grand Prix Racing  | Aprilia      | 19   | +41.325   | 8       | 11    |
| 6   | 14 | Anthony West       | Shell Advance Honda        | Honda        | 19   | +53.261   | 14      | 10    |
| 7   | 21 | Franco Battaini    | Eurobet team Battaini      | Aprilia      | 19   | +53.627   | 11      | 9     |
| 8   | 49 | Osamu Miyazaki     | Motorex Daytona            | Yamaha       | 19   | +53.746   | 9       | 8     |
| 9   | 48 | Shin'ichi Nakatomi | Team Kotake                | Honda        | 19   | +59.737   | 13      | 7     |
| 10  | 50 | Nobuyuki Ōsaki     | SP Tadao Racing            | Yamaha       | 19   | +1:00.249 | 5       | 6     |
| 11  | 37 | Luca Boscoscuro    | Diesel Vasco Rossi Racing  | Aprilia      | 19   | +1:00.344 | 18      | 5     |
| 12  | 9  | Sebastián Porto    | Edo Racing                 | Yamaha       | 19   | +1:04.338 | 12      | 4     |
| 13  | 26 | Klaus Nöhles       | Aprilia Germany            | Aprilia      | 19   | +1:12.660 | 29      | 3     |
| 14  | 32 | Tarō Sekiguchi     | Antena 3 Yamaha-d'Antin    | Yamaha       | 19   | +1:12.899 | 10      | 2     |
| 15  | 66 | Alex Hofmann       | Racing Factory             | Aprilia      | 19   | +1:13.434 | 23      | 1     |
| 16  | 24 | Jason Vincent      | Padgetts M/C Sales         | Aprilia      | 19   | +1:14.678 | 22      |       |
| 17  | 47 | Tekkyū Kayō        | FCC Castrol TSR            | TSR-Honda    | 19   | +1:17.496 | 21      |       |
| 18  | 16 | Johan Stigefelt    | Dee Cee Jeans Racing       | TSR-Honda    | 19   | +1:24.131 | 19      |       |
| 19  | 18 | Shahrol Yuzy       | Petronas Sprinta Team TVK  | Yamaha       | 19   | +1:25.829 | 15      |       |
| 20  | 51 | Daisaku Sakai      | Endurance                  | Honda        | 19   | +1:37.117 | 20      |       |
| 21  | 41 | Jarno Janssen      | Rizla Honda                | TSR-Honda    | 19   | +1:45.687 | 28      |       |
| 22  | 10 | Fonsi Nieto        | Antena 3 Yamaha-d'Antin    | Yamaha       | 19   | +1:45.757 | 27      |       |
| 23  | 42 | David Checa        | Team Fomma                 | TSR-Honda    | 19   | +2:08.832 | 30      |       |

### Ritirati
| Nº | Pilota         | Squadra                  | Motocicletta | Giri | Griglia |
| -- | -------------- | ------------------------ | ------------ | ---- | ------- |
| 44 | Roberto Rolfo  | Tino Villa Racing        | TSR-Honda    | 9    | 31      |
| 11 | Ivan Clementi  | Campetella Racing        | Aprilia      | 7    | 25      |
| 6  | Ralf Waldmann  | Aprilia Germany          | Aprilia      | 4    | 6       |
| 77 | Jamie Robinson | QUB Team Optimum         | Aprilia      | 3    | 26      |
| 15 | Adrian Coates  | QUB Team Optimum         | Aprilia      | 2    | 16      |
| 30 | Alex Debón     | CC Valencia Airtel Aspar | Aprilia      | 0    | 17      |

### Squalificato
| Nº | Pilota        | Squadra                   | Motocicletta | Griglia |
| -- | ------------- | ------------------------- | ------------ | ------- |
| 8  | Naoki Matsudo | Petronas Sprinta Team TVK | Yamaha       | 7       |

### Non partiti
| Nº | Pilota           | Moto      | Griglia |
| -- | ---------------- | --------- | ------- |
| 25 | Vincent Philippe | TSR-Honda | 24      |
| 54 | David García     | Aprilia   | 32      |
| 12 | Mike Baldinger   | Yamaha    | 33      |

## Classe 125

### Arrivati al traguardo
| Pos | Nº | Pilota             | Squadra                     | Motocicletta | Giri | Tempo     | Griglia | Punti |
| --- | -- | ------------------ | --------------------------- | ------------ | ---- | --------- | ------- | ----- |
| 1   | 41 | Yōichi Ui          | Derbi Racing                | Derbi        | 18   | 41:04.264 | 1       | 25    |
| 2   | 5  | Noboru Ueda        | Givi Honda LCR              | Honda        | 18   | +7.848    | 2       | 20    |
| 3   | 3  | Masao Azuma        | Benetton Playlife           | Honda        | 18   | +8.667    | 12      | 16    |
| 4   | 23 | Gino Borsoi        | LAE - UGT 3000              | Aprilia      | 18   | +18.623   | 5       | 13    |
| 5   | 1  | Emilio Alzamora    | Telefonica Movistar Team    | Honda        | 18   | +20.881   | 13      | 11    |
| 6   | 26 | Ivan Goi           | Team Fomma                  | Honda        | 18   | +21.329   | 9       | 10    |
| 7   | 55 | Hideyuki Nakajō    | JHA RACING                  | Honda        | 18   | +22.707   | 11      | 9     |
| 8   | 21 | Arnaud Vincent     | CC Valencia Airtel Aspar    | Aprilia      | 18   | +22.731   | 10      | 8     |
| 9   | 56 | Yūzō Fujioka       | Team Plus One               | Honda        | 18   | +22.958   | 8       | 7     |
| 10  | 12 | Randy de Puniet    | Scrab Competition           | Aprilia      | 18   | +23.261   | 7       | 6     |
| 11  | 22 | Pablo Nieto        | Derbi Racing                | Derbi        | 18   | +41.116   | 21      | 5     |
| 12  | 51 | Marco Petrini      | Semprucci Biesse Aprilia    | Aprilia      | 18   | +41.157   | 23      | 4     |
| 13  | 17 | Steve Jenkner      | Pev Massivhaus ADAC Sac     | Honda        | 18   | +41.952   | 28      | 3     |
| 14  | 57 | Hiroyuki Kikuchi   | Wanpaku - Team Wheelie      | Honda        | 18   | +44.027   | 20      | 2     |
| 15  | 58 | Katsuji Uezu       | JRACING Motul               | Yamaha       | 18   | +48.081   | 17      | 1     |
| 16  | 35 | Reinhard Stolz     | R.S. Adac - Esch Racing     | Honda        | 18   | +57.807   | 29      |       |
| 17  | 18 | Toni Elías         | Chupa Chups Matteoni Racing | Honda        | 18   | +58.792   | 18      |       |
| 18  | 53 | William De Angelis | Semprucci Biesse Aprilia    | Aprilia      | 18   | +59.182   | 27      |       |
| 19  | 11 | Max Sabbatani      | Racing Service              | Honda        | 18   | +59.503   | 22      |       |
| 20  | 10 | Adrián Araujo      | Antinucci Racing            | Honda        | 18   | +1:44.115 | 30      |       |

### Ritirati
| Nº | Pilota             | Squadra                     | Motocicletta | Giri | Griglia |
| -- | ------------------ | --------------------------- | ------------ | ---- | ------- |
| 16 | Simone Sanna       | Diesel Vasco Rossi Racing   | Aprilia      | 15   | 15      |
| 4  | Roberto Locatelli  | Diesel Vasco Rossi Racing   | Aprilia      | 15   | 3       |
| 39 | Jaroslav Huleš     | Italjet Moto                | Italjet      | 12   | 19      |
| 9  | Lucio Cecchinello  | Givi Honda LCR              | Honda        | 8    | 4       |
| 59 | Shinichi Sugaya    | Tec - 2 BP                  | Yamaha       | 8    | 26      |
| 24 | Leon Haslam        | Italjet Moto                | Italjet      | 3    | 25      |
| 8  | Gianluigi Scalvini | Bossini Fontana Racing      | Aprilia      | 2    | 6       |
| 32 | Mirko Giansanti    | Benetton Playlife           | Honda        | 2    | 14      |
| 29 | Ángel Nieto Jr     | Telefonica Movistar Team    | Honda        | 1    | 16      |
| 15 | Alex De Angelis    | Chupa Chups Matteoni Racing | Honda        | 0    | 24      |

### Non qualificato
| Nº | Pilota          | Moto  |
| -- | --------------- | ----- |
| 54 | Manuel Poggiali | Derbi |